# مصطبة رمي

مدافع من عيار 8 بوصة و10 بوصة و12 بوصة على عربات بمصطبة رمي حوالي عام 1895؛ هذه سبقت عربات النقل في الخدمة لدى الولايات المتحدة.

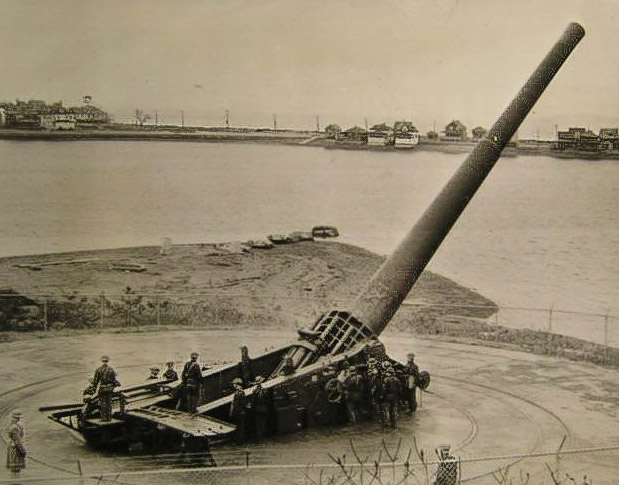
الجيش الأمريكي مدفع 16 بوصة M1919 بمصطبة رمي على جبل؛ كان هذا جبل بزاوية عالية يصل إلى 65 درجة.

مصطبة رمي عدة طرق لوضع أو تسطيب المدافع في التحصينات الأرضية أو على السفن البحرية.
في الاستخدام البحري تُعتبر مصطبة الرمي بمثابة دعامة واقية دائرية لبرج المدفع الثقيل. تطورت هذه من الأشكال السابقة لحماية الأسلحة التي أدت في النهاية إلى البوارج ما قبل-دريدنوت. يأتي اسم مصطبة الرمي (يقصد الأسم الفرنسي barbette) من التحصين - إنه يعني في الأصل منصة مرتفعة أو تلة، كما هو الحال في العبارة الفرنسية en barbette، والتي تشير إلى ممارسة إطلاق قذائف مدفعية من فوق ساتر وليس من خلال منفذ (فتحة في جدار) في مكمن في الحصن. الأول يعطي زوايا أفضل لإطلاق النار ولكن حماية أقل من الأخير. المدفع المخفي (مدفع يطلق من خلف جدار أو ساتر) هو أحد أشكال مصطبة الرمي; كانت تتألف من مدفع ثقيل على عربة تتنكر خلف حاجز أو إلى منصة شحن لإعادة التحميل. أستخدمت مصطبة الرمي في المقام الأول في الدفاعات الساحلية، ولكن شهدت بعض الاستخدامات في عدد قليل من السفن الحربية، وبعض التحصينات الداخلية. يستخدم المصطلح أيضًا لبعض المدافع المركبة على طائرات معينة.
أستخدمت مصطبة الرمي بشكل أساسي على متن السفن الحربية المدرعة - ابتداء من عام 1860 خلال فترة من التجارب المكثفة مع أنظمة التركيب الأخرى للمدافع الثقيلة في البحر. في هذه الحاة عادة ما برزت فوهة المدفع فوق حافة مصطبة الرمي، لذلك لا توفر مصطبة الرمي سوى حماية جزئية بشكل أساسي لذخيرة. وشملت بدائل مصطبات الرمي أستخدام برج المدفع وبطارية مدفعية مركزية ثابتة. بحلول أواخر الثمانينيات من القرن التاسع عشر، تم استبدال الأنظمة الثلاثة بنظام هجين من مصطبات رمي ومدافع الذي جمع مزايا كلا النوعين. يشار إلى الأنبوب العمودي المسلح الذي يدعم تركيب مدفع جديد باسم مصطبة رمي.
يشار أحيانًا أيضًا إلى الأسلحة ذات الأقواس المقيدة للنيران التي تم تركيبها في القاذفات الثقيلة أثناء الحرب العالمية الثانية - مثل تلك الموجودة في ذيل الطائرة، بدلاً من الأبراج الدوارة بالكامل - على أنها تحتوي على مصطبات رمي، على الرغم من أن استخدام المصطلح يقتصر بشكل أساسي على المنشورات البريطانية.

## الاستخدام في التحصينات

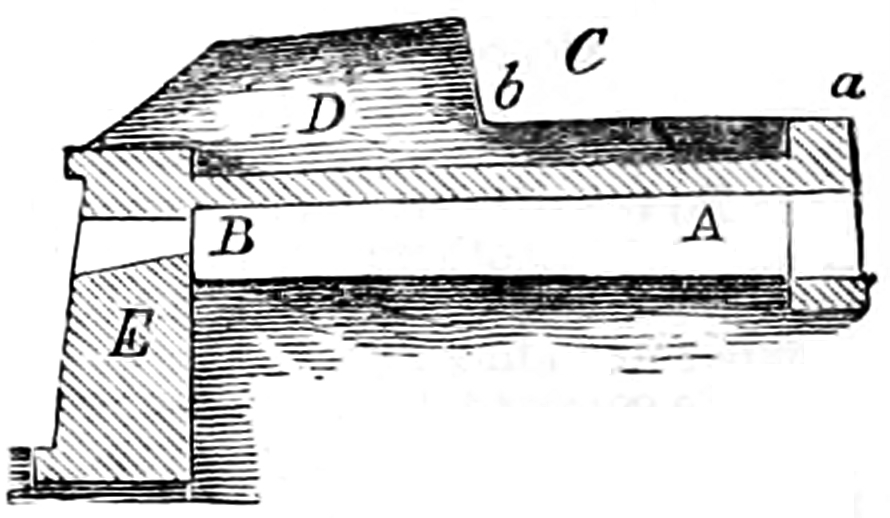
مقطع عرضي لتحصين يعود للقرن التاسع عشر؛ بندقية في الوضعية "سي" يتم إطلاق النار من موقف مصطبة الرمي

نشأ استخدام مصطبة الرمي في التحصينات الأرضية. يشير المصطلح في الأصل إلى منصة مرفوعة على متراس لأحد الأسلحة أو أكثر، مما يسمح بإطلاقها من فوق حاجز.  أدى ذلك إلى ظهور عبارة en barbette، والتي تشير إلى بندقية وضعت لإطلاق النار من فوق حاجز، بدلاً من خلال فتحة في جدا. 

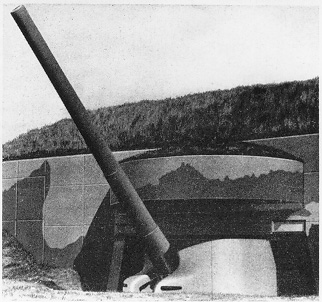
جيش الولايات المتحدة في الحرب العالمية الثانية بمدفع من عيار 16 بوصة على مصطبة رمي موضوعة على عربة

غالبًا ما كانت المدافع الساحلية الثقيلة تُحمى في أغلب الأحيان في منشآت هجينة، في كاسمات عريضة ذات غطاء علوي ناتئ يغطي جزئياً شريطًا أو حاملًا للأسلحة النارية. 